# Lindina (Wisconsin)
Lindina es un pueblo ubicado en el condado de Juneau en el estado estadounidense de Wisconsin. En el Censo de 2010 tenía una población de 718 habitantes y una densidad poblacional de 8,43 personas por km².

## Geografía
Lindina se encuentra ubicado en las coordenadas 43°46′38″N 90°8′12″O / 43.77722, -90.13667. Según la Oficina del Censo de los Estados Unidos, Lindina tiene una superficie total de 85.21 km², de la cual 85.12 km² corresponden a tierra firme y (0.11%) 0.09 km² es agua.

## Demografía
Según el censo de 2010, había 718 personas residiendo en Lindina. La densidad de población era de 8,43 hab./km². De los 718 habitantes, Lindina estaba compuesto por el 98.05% blancos, el 0.42% eran afroamericanos, el 0.42% eran amerindios, el 0.28% eran asiáticos, el 0% eran isleños del Pacífico, el 0.42% eran de otras razas y el 0.42% pertenecían a dos o más razas. Del total de la población el 0.56% eran hispanos o latinos de cualquier raza.